# World Series of Poker Europe 2023
Die World Series of Poker Europe 2023 war die 14. Austragung der World Series of Poker in Europa. Sie fand vom 25. Oktober bis 15. November 2023 erneut im King’s Resort in Rozvadov statt.

## Turniere

### Struktur

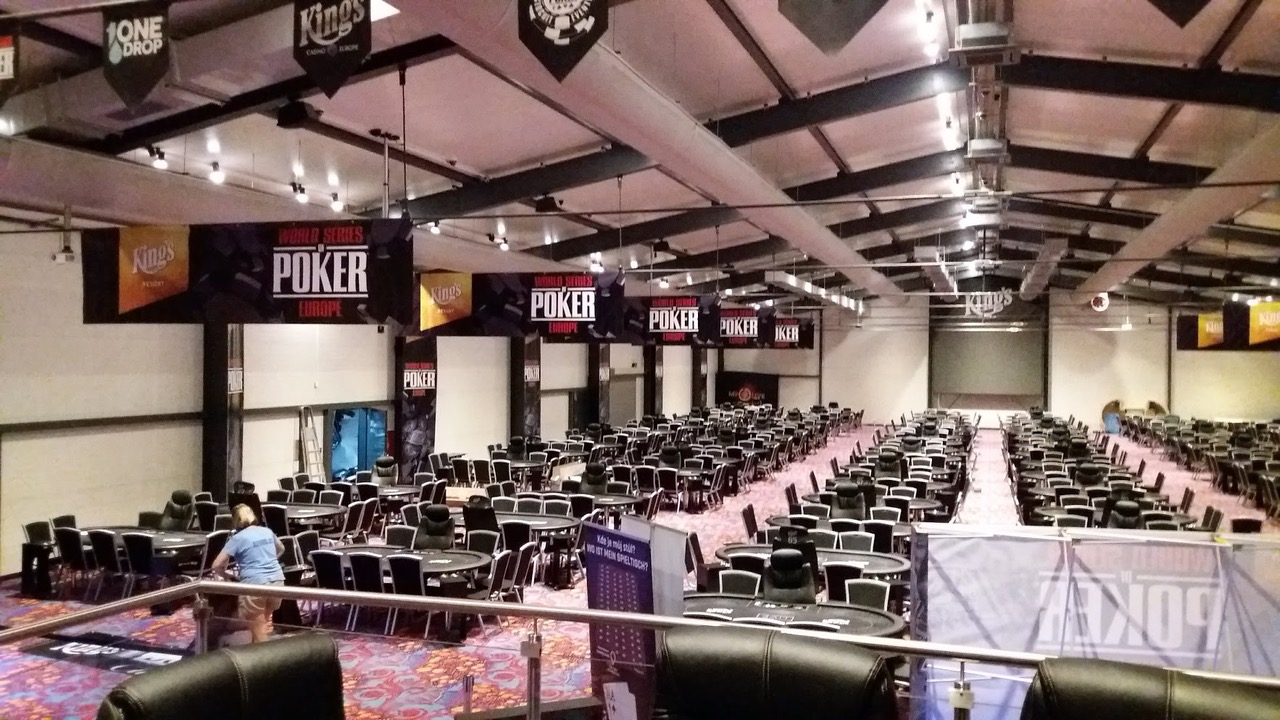
Alle Turniere wurden im King’s Resort ausgetragen

Es standen 15 Pokerturniere auf dem Turnierplan, wovon elf in der Variante No Limit Hold’em, zwei in Pot Limit Omaha sowie zwei in gemischten Varianten gespielt wurden. Der Buy-in lag zwischen 350 und 50.000 Euro. Für einen Turniersieg erhielten die Spieler neben dem Preisgeld ein Bracelet. Alle Turniere mit einem Buy-in von mindestens 10.000 Euro zählten zur PokerGO Tour, die über das Kalenderjahr 2023 läuft.

### Turnierplan
Im Falle eines mehrfachen Braceletgewinners gibt die Zahl hinter dem Spielernamen an, das wievielte Bracelet in diesem Turnier gewonnen wurde.
| #  | Buy-in (in €) | Turnier                              | Turnierbeginn | Teilnehmer | Sieger             | Herkunft     | Preisgeld (in €) |
| -- | ------------- | ------------------------------------ | ------------- | ---------- | ------------------ | ------------ | ---------------- |
| 1  | 00.350        | NLH Opener                           | 25. Okt. 2023 | 3503       | Lukáš Pažma        | Slowakei     | 0.120.350        |
| 2  | 00.550        | Pot Limit Omaha 8-max                | 27. Okt. 2023 | 0719       | Omar Eljach (2)    | Schweden     | 0.065.900        |
| 3  | 01.350        | Mini Main Event                      | 29. Okt. 2023 | 1729       | Sokratis Linaras   | Griechenland | 0.310.350        |
| 4  | 02.000        | Pot Limit Omaha                      | 31. Okt. 2023 | 0206       | Hok Lee            | Hongkong     | 0.091.183        |
| 5  | 00.550        | NLH Colossus                         | 1. Nov. 2023  | 3436       | Ermanno Di Nicola  | Italien      | 0.200.000        |
| 6  | 05.000        | Pot Limit Omaha                      | 5. Nov. 2023  | 0202       | Wing Po Liu        | Hongkong     | 0.230.000        |
| 7  | 01.650        | NLH 6-max                            | 6. Nov. 2023  | 0495       | Tobias Peters      | Niederlande  | 0.143.100        |
| 8  | 25.000        | NLH GGMillion€                       | 6. Nov. 2023  | 0089       | Daniel Dvoress (2) | Kanada       | 0.600.000        |
| 9  | 01.100        | NLH Mystery Bounty                   | 7. Nov. 2023  | 0803       | Tobias Garp        | Schweden     | 0.092.300        |
| 10 | 02.000        | 8-Game Mix                           | 8. Nov. 2023  | 0097       | Dainius Antanaitis | Litauen      | 0.047.770        |
| 11 | 01.100        | NLH Turbo Bounty Hunter              | 9. Nov. 2023  | 0570       | Joakim Andersson   | Schweden     | 0.070.000        |
| 12 | 50.000        | NLH Diamond High Roller              | 9. Nov. 2023  | 0037       | Santhosh Suvarna   | Indien       | 0.650.000        |
| 13 | 10.350        | Main Event NLH European Championship | 10. Nov. 2023 | 0817       | Max Neugebauer     | Osterreich   | 1.500.000        |
| 14 | 01.000        | NLH Turbo Freezeout                  | 12. Nov. 2023 | 0182       | Bernd Gleissner    | Deutschland  | 0.046.700        |
| 15 | 00.550        | NLH Closer                           | 12. Nov. 2023 | 0628       | Maurice Nass       | Deutschland  | 0.060.000        |

### Main Event
Das Main Event wurde vom 10. bis 15. November 2023 gespielt. Die finale Hand gewann Neugebauer mit J♠ 8♣ gegen Tsais J♦ 9♦.
| Platz | Herkunft           | Spieler          | Preisgeld (in €) |
| ----- | ------------------ | ---------------- | ---------------- |
| 1     | Osterreich         | Max Neugebauer   | 1.500.000        |
| 2     | Taiwan             | Eric Tsai        | 0.891.000        |
| 3     | Italien            | Michele Tocci    | 0.639.000        |
| 4     | Litauen            | Kasparas Klezys  | 0.464.000        |
| 5     | Vereinigte Staaten | Michael Rocco    | 0.341.000        |
| 6     | Deutschland        | Nils Pudel       | 0.255.000        |
| 7     | Ukraine            | Ruslan Wolkow    | 0.193.000        |
| 8     | Schweden           | Alf Martinsson   | 0.148.000        |
| 9     | Bulgarien          | Julijan Bogdanow | 0.115.300        |